# Agenzia Nazionale Stampa Associata
АНСА (итал. Agenzia Nazionale Stampa Associata) је италијанска новинска агенција, основана 15. јануара 1945. у Риму. Представља кооперацију 36 издавачких кућа, међу којима су и највеће новинске куће Италије.
Посједује 22 представништва у Италији и 81 у иностранству у 78 земаља свијета. Просљеђује око 2000 вијести дневно. Као прва новинска агенција у Италији, АНСА почиње 1996. године са слањем вијести путем СМС порука.